# Сан-Марко (Рим)
Сан-Марко (лат. Sancti Marci) — тринавова титулярна базиліка у Римі, на площі Сан Марко, оточена Палаццо Венеція. Церква була побудована в 336 р. на честь апостола Марка і перебудована у 828—844 рр. У 1455—1471 рр. частина її була збудована заново за дорученням кардинала П'єтро Барбо і стала частиною його палацу (Палаццо Венеція).
У 1740—1750 р. внутрішнє оздоблення церкви відреставроване в бароковому стилі. Абсида церкви прикрашена мозаїкою IX століття, що зображає Христа в оточенні апостолів і святих, а також папи Григорія IV з квадратним німбом. У руках папа тримає макет церкви.

## Титулярна церква
Марко Че титулярний єпископ Вільтурії та Болоньї є кардинал-священик з титулом церкви Сан-Марко з 30 червня 1979.